# Joseph Zobel
Joseph Zobel (Rivière-Salée, Martinique, 26 april 1915 – Alès, 17 juni 2006) was een Martinikaans-Franse prozaschrijver.
Zobel studeerde in Frankrijk, onder meer aan de Sorbonne, en was daarna docent in Fontainebleau. Hij woonde vanaf 1957 in Senegal, waar hij, onder andere, directeur van de Services Culturels van Radio Dakar was. Zijn belangrijkste werk is het autobiografische La rue Cases-Nègres uit 1950, waarin hij de gewone mensen en kinderen op Martinique beschrijft en hun verlangen om in Frankrijk verder te studeren.

## Werk
- Diab'la, roman antillais. 1946.
- Les jours immobiles. 1946.
- La fête à Paris. 1950.
- La rue Cases-Nègres. 1950.
- Le soleil partagé. 1964.

- Bibliothèque nationale de France: cb11929718f (data)
- Gemeinsame Normdatei: 11918253X
- International Standard Name Identifier: 0000 0001 2122 2436
- Library of Congress Control Number: n80136403
- Nationale Bibliotheek van Tsjechië: xx0054535
- Nationale Bibliotheek van Israël: 987007278484005171
- Nederlandse Thesaurus van Auteursnamen: 067869211
- Istituto Centrale per il Catalogo Unico: CFIV004723
- Système universitaire de documentation: 027204308
- Virtual International Authority File: 17231287
- WorldCat: E39PBJhmMhHD3YKHwbP7d4VwG3